# NGC 2783
NGC 2783 (również PGC 26013, UGC 4859 lub HCG 37A) – galaktyka eliptyczna (E), znajdująca się w gwiazdozbiorze Raka. Odkrył ją William Herschel 13 marca 1785 roku. Jest to galaktyka z aktywnym jądrem. Wchodzi w skład zwartej grupy galaktyk Hickson 37 (HCG 37).